# Trialestes
Trialestes es un género extinto de arcosaurio crocodilomorfo que vivió durante el Triásico Superior en Suramérica. Ha sido clasificado como un dinosaurio en el pasado debido a que era un carnívoro terrestre y corredor. Fue luego clasificado en Sphenosuchia, un grupo de crocodilomorfos primitivos emparentado con los actuales crocodilianos. Irmis, Nesbitt y Sues (2013) señalaron que una parte del material referido a este taxón es de hecho de un dinosaurio; por otra parte, según estos autores, el espécimen holotipo PVL 2561 "abarca a un único individuo que preserva rasgos inequívocos de los crocodilomorfos", indicando que es ciertamente un miembro de este grupo, y uno de los especímenes referidos, PVL 3889, comparte una o más autapomorfias con el holotipo, de modo que también pertenece al mismo taxón.